# Женщины в Израиле
Женщины в Израиле составляют 50,26 процента населения государства по состоянию на 2019 год. Хотя в Израиле нет официальной конституции, в Декларации независимости Израиля 1948 года говорится: «Государство Израиль… осуществит полное общественное и политическое равноправие всех своих граждан без различия религии, расы или пола».
Израильский закон запрещает дискриминацию по признаку пола в таких вопросах, как трудоустройство и заработная плата, и предусматривает коллективные иски. Однако, по состоянию на 2010 год, в некоторых частях государства неравенство в оплате труда мужчин и женщин остаётся проблемой. В опросе 59 развитых стран, проведённом в 2012 году, Израиль занял 11-е место по трудоустроенности женщин и 24-е — по доле женщин, занимающих руководящие должности.
В 2017 году доклад Business Insider поставил Израиль на восьмое место в рейтинге самых безопасных стран мира для женщин.

## Права женщин

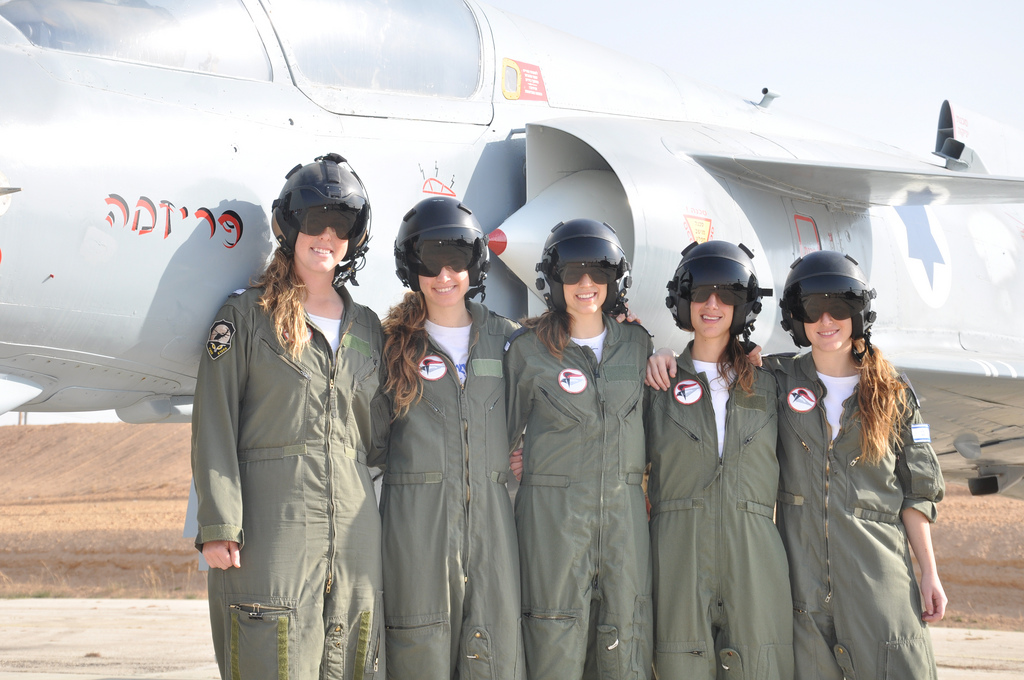
Выпускницы израильских лётных курсов.

Ещё до образования государства Израиль поселенки боролись за права женщин в Палестине, например, женщины в «новом ишуве». Ишув — это термин, относящийся к группе еврейских жителей Палестины до создания государства Израиль, а новый ишув подразумевает часть еврейского населения, занятую коммерческой деятельностью и преимущественно светскую по взглядам, которая начала строить дома за стенами Старого города Иерусалима в 1860-х годах. В 1919 году была создана первая общенациональная женская партия в «новом ишуве» («Объединение еврейских женщин за равные права в Эрец-Исраэль»). Руководительницей партии стала Роза Уолт-Штрос (Rosa Welt-Straus; 1856—1938), известная американская феминистка, которая прибыла в Эрец-Исраэль, желая способствовать борьбе за политическое равноправие женщин в ишуве (находилась в должности вплоть до своей смерти). Одним из членов союза была Ада Геллер, первая женщина-бухгалтер в Эрец-Исраэль. В 1926 году харедим, которые предпочли не сталкиваться с возможностью плебисцита, покинули ассамблею ишув, и в том же году была принята официальная декларация (ратифицированная мандатным правительством в 1927 году), подтверждающая «равные права женщин во всех аспектах жизни в ишуве — гражданских, политических и экономических».
Израиль стал третьей страной в мире, которую возглавила женщина-премьер-министр Голда Меир (1969—1974). На апрель 2022 года представительство женщин в парламенте Израиля составляло 30 процентов, что выше среднего показателя арабского мира (на 14 процентов) и примерно равно Конгрессу США (26 %). Тем не менее, эта цифра отстает от скандинавских стран (в среднем 44,7 %).
В кнессете была создана комиссия по поддержке статуса женщины для достижения равноправия между полами. Согласно информации размещённой на сайте кнессета, данная комиссия занимается продвижением статуса женщин с целью достижения полного равноправия в образовании и личном статусе, а также предотвращением дискриминации на основании половой принадлежности или сексуальной ориентации во всех областях; сокращением неравенства в экономике и на рынке труда; борьбой с насилием против женщин. В 1998 году Кнессет принял Закон о предотвращении сексуальных домогательств.
В 2013 году министр по делам религий и главные раввины выступили с заявлениями против принудительного осмотра женщин на миквах.
В 2018 году Рут Бейдер Гинзбург, получая награду Genesis Lifetime Achievement от фонда «Генезис» в Израиле, с сожалением отметила сегрегацию женщин в израильских государственных университетах, сравнивая эту практику с дискриминационными «раздельными, но равными» (англ. separate but equal) законами, которые когда-то применялись к чернокожим в США.

### Преступления против женщин
Изнасилование, в том числе супружеское, является уголовным преступлением в Израиле, наказуемым 16 годами тюремного заключения. Верховный суд Израиля подтвердил, что супружеское изнасилование является преступлением в решении 1980 года, сославшись на закон, основанный на Талмуде (по крайней мере, VI век). Закон удваивает наказание, если виновный нападает на родственника или изнасилует его. Есть девять кризисных центров для жертв изнасилования, в которых работает круглосуточная телефонная линия для жертв сексуального насилия. Министерство социальных дел Израиля имеет приют для женщин, подвергшихся побоям, и горячую линию для сообщений о насилии. В полиции работает колл-центр, который информирует жертв об их делах. Женские организации предоставляли консультации, помощь в кризисных ситуациях, юридическую помощь и приюты.
Основным мотивом убийств в Израиле является насилие над женщинами (включая так называемые «убийства чести» в мусульманских семьях). Несколько убийств чести ежегодно происходят в Израиле среди израильской арабской общины.
Обвинение и осуждение бывшего президента Моше Кацава по двум пунктам обвинения в изнасиловании и другим обвинениям было истолковано как победа женщин. Кризисные центры по изнасилованию получили рекордное количество звонков после вынесения приговора.

#### Сексуальные домогательства
Сексуальные домогательства незаконны, но по-прежнему широко распространены. Закон требует, чтобы предполагаемые жертвы были проинформированы об их праве на помощь. Наказания за сексуальные домогательства зависят от серьёзности деяния и наличия шантажа: от двух до девяти лет лишения свободы.
Израильский Закон о предотвращении сексуального домогательства 1998 года широко толкует сексуальные домогательства и запрещает такое поведение как дискриминационную практику, ограничение свободы, оскорбление человеческого достоинства, нарушение права каждого человека на элементарное уважение и нарушение права на неприкосновенность частной жизни. Кроме того, закон запрещает запугивание или месть, связанные с сексуальными домогательствами. Таким образом, запугивание или месть, связанные с сексуальными домогательствами, определяются законом как «предвзятое обращение».
Согласно опросу Министерства экономики и промышленности, опубликованному в 2010 году, от 35 до 40 процентов женщин сообщили о том, что подвергались сексуальным домогательствам на работе, треть из них подвергалась им в течение предыдущих 12 месяцев. Среди женщин, сообщивших о домогательствах, 69 % заявили, что получали «предложения», 47 % сообщили о комментариях сексуального характера, 22 % — о физическом насилии, 10 % — об унижении, 7,7 % — о вымогательстве и угрозах.
Израиль, в соответствии с западной этикой, объявил многожёнство незаконным. Были введены положения, позволяющие существующим полигамным семьям иммигрировать из стран, где эта практика была законной.

#### Общественное преследование
Вигиланты «стражи целомудрия» преследовали женщин, которых считали нескромно одетыми в районах харедим. В 2010 году полиция арестовала двух мужчин-харедим на площади у Стены Плача по подозрению в том, что они бросали стулья в группу «Женщины Стены», которая громко молилась на этом месте. 28 сентября 2010 года Верховный суд Израиля объявил вне закона общественную гендерную сегрегацию в иерусалимском районе Меа-Шеарим в ответ на петицию, поданную после того, как экстремистские мужчины, представители харедим, физически и словесно напали на женщин за то, что они шли по дороге, предназначенной только для мужчин.

### Гендерная сегрегация и дискриминация в общественных местах

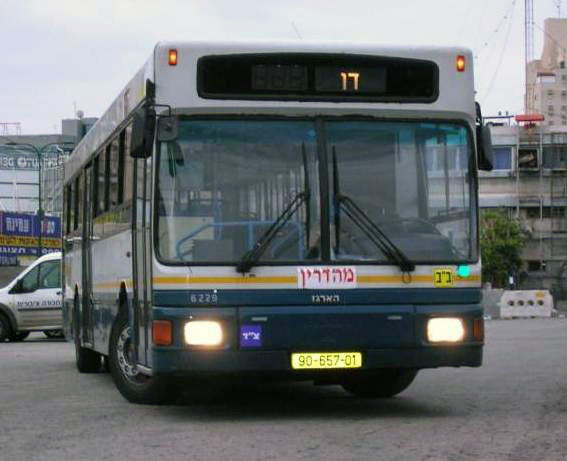
Автобус компании «Дан» с надписью меадрин в Бней-Браке.

В 2013 году генеральный прокурор Израиля Йехуда Вайнштейн рекомендовал министрам правительства положить конец гендерной сегрегации в общественных местах: в Израиле гендерная сегрегация разрешена в автобусах, на похоронах, в сфере здравоохранения и в радиоэфире. Однако рекомендации генерального прокурора не являются обязательными.
В ортодоксальном иудаизме существуют определённые ситуации, в которых практикуется разделение полов по религиозным и социальным причинам со строгими правилами запрета смешения мужчин и женщин. До запрета в 2011 году, автобусные маршруты кавей-меадрин работали на линиях в районах с большим населением харедим, в них места впереди были зарезервированы для пассажиров-мужчин.В 2006 году Мириам Шир, американская еврейка, утверждала, что подверглась нападению со стороны ультраортодоксальных мужчин после того, как отказалась перейти в конец автобуса на несегрегированной линии. Критики сравнили маршруты «кавей-меадрин» с расовой сегрегацией в Соединённых Штатах, а Шир с афроамериканкой Розой Паркс. В июле 2004 года американо-израильская писательница Наоми Реген заявила, что над ней издевались за то, что она отказалась сесть в конец автобуса.
The Forward отметило, что сегрегация по признаку пола была традицией в Израиле и на самом деле набирает обороты, в настоящее время охватывая лифты с сегрегацией по половому признаку в некоторых местах. В некоторых частях Иерусалима, где проживают ультраортодоксы, на рекламных щитах и объявлениях нет изображений женщин, а в некоторых супермаркетах мужчины могут делать покупки в разное время, чем женщины. В некоторых клиниках также есть отдельные часы приёма для мужчин и женщин.
Аналогичные проблемы с гендерной сегрегацией возникли в таких авиакомпаниях, как Эль Аль, где ультраортодоксы-мужчины заставляли женщин пересаживаться, в результате чего самолёты задерживались. New York Times взяла интервью у Анат Хоффман о феномене, когда мужчины-ультраортодоксы просят женщин-пассажиров авиакомпаний пересесть, отметив, что IRAC начал кампанию, призывающую израильских женщин не уступать свои места. "У меня есть сотня историй, — сказала Хоффман.
Споры также вызвала дискриминация женщин в общественных местах. «Женщины Стены» боролись за право женщин молиться в своей манере у Стены Плача, включая надевание талитов, пение и проведение ааронова благословения. Женщинам также было отказано в праве петь на некоторых публичных мероприятиях, таких как поминальные службы и в кнессете. Споры сосредоточены на том, является ли «запрет женщинам петь оскорбительным актом неприемлемой дискриминации или жестом чувствительности и внимания к ортодоксальным еврейским мужчинам, которые считают, что прослушивание женского поющего голоса является для них нарушением религиозного закона». Некоторые считают, что такая политика поддерживает религиозный фундаментализм и заставляет женщин замолчать или ограничивает их свободу в общественной жизни.
В 2016 году женщины протестовали против дискриминации во время празднования Дня памяти жертв Холокоста. Университет имени Бар-Илана, например, объявил, что разрешит женщинам читать отрывки из текста и играть на музыкальных инструментах в День памяти жертв Холокоста, но запретит женщинам петь, чтобы не оскорблять ортодоксальных евреев-мужчин. Город Сдерот также ограничил женское пение на публичных мероприятиях, чтобы успокоить религиозных мужчин. Другие организации, такие как Ne’emanei Torah Va’Avodah (NTA), протестовали против того, что петь на национальных церемониях является израильским обычаем и что широкой публике не следует навязывать крайние еврейские религиозные законы.
В 2017 году мировой суд Иерусалима постановил, что сотрудники авиакомпаний не могут просить пассажиров-женщин покинуть свои места только потому, что этого хотят мужчины.
В первом квартале 2025 года зарегистрировано 30 жалоб женщин на то, что им не позволили сесть в автобус из-за их одежды или утверждений, что данная линия предназначена для мужчин.

### Законы о браке и разводе
С момента создания государства израильское законодательство делегировало юрисдикцию по вопросам личного статуса евреев, включая брак и развод, раввинатскии судам.
В 1947 году Давид Бен-Гурион согласился, что полномочия в вопросах брака и развода лиц, регистрирующихся как евреи, будут переданы в руки Главного раввината Израиля, и было подписано соглашение, в котором говорилось об этом упоминалось (среди прочего), известное как соглашение (договорённость) о статус-кво. В 1953 году кнессет принял Закон о судопроизводстве раввинатских судов (брак и развод). Статья 1 закона наделяет раввинатский суд исключительной (эксклюзивной) юрисдикцией в вопросах брака и развода евреев, являющихся гражданами или резидентами Израиля. Согласно статье 2, «браки и разводы евреев в Израиле осуществляются по законам Торы» (дин-Тора в бейт-дине).
В раввинатских судах, действующих в соответствии с галахой (законом Торы), еврейской женщине разрешается инициировать бракоразводный процесс, но её муж должен дать своё согласие (гет), чтобы развод был окончательным. Если муж исчезает или отказывается дать «гет», жена считается агуной (буквально — «связанная, несвободная»). Она не может вступить в брак или родить законных детей по галахе, лишь мамзеров. Раввинатские суды могут и иногда накладывают санкции на мужей, отказавшихся от развода, но все же не разрешают развод без их согласия.
Точно так же мужчина-мусульманин имеет право развестись со своей женой без её согласия и без обращения в суд. Если жена-мусульманка не имеет брачного договора, предусматривающего обстоятельства, при которых она может получить развод без согласия мужа, она может подать заявление о разводе только через шариатские суды, и если её муж решит не давать согласия, ей будет отказано в разводе, при отсутствии отсутствия определённых условий.
Христиане в Израиле могут добиваться официального развода только через церковные суды той конфессии, к которой они принадлежат. Гендерная дискриминация в таких судах не является такой жёсткой или кодифицированной, как в шариате или ортодоксальных раввинских правилах.
В 2010 году Израиль принял закон о гражданских браках, позволяющий нескольким парам вступать в гражданский брак и разводиться в Израиле, при этом мужчины и женщины пользуются равными правами. Закон о гражданских браках распространяет это право только на очень небольшое меньшинство пар, в которых ни один из супругов не зарегистрирован как член какой-либо религии. Опрос, проведённый Тель-Авивским университетом в 2009 году, показал, что 65 % еврейской израильской общины поддерживают возможность гражданского гендерно-нейтрального брака, хотя 70 % опрошенных заявили, что религиозная церемония по-прежнему важна для их собственной свадьбы.
В 2015 году «Цохар» (религиозная сионистская раввинская организация в Израиле) вместе с коллегией адвокатов Израиля ввела брачный договор, призванный помочь гарантировать, что разводящиеся жены получат наследство: по соглашению муж обязуется ежедневно выплачивать крупную сумму денег своей супруге в случае развода.
В 2018 году кнессет принял закон, который должен оставаться в силе в течение трёх лет, позволяя израильским раввинатским судам рассматривать определённые дела еврейских женщин, желающих развестись со своими мужьями-евреями, даже если ни жена, ни муж не являются гражданами Израиля.

## Политика

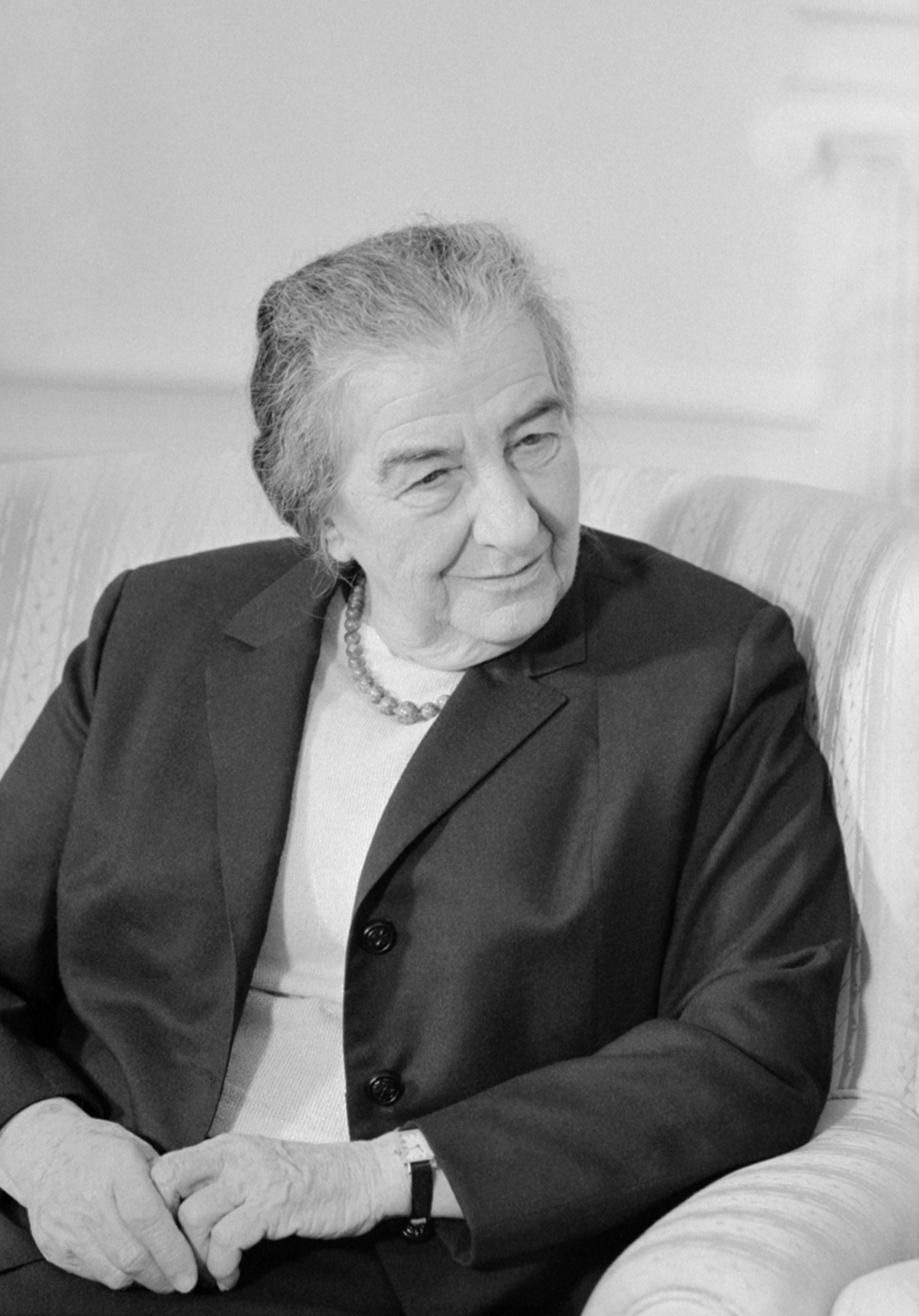
Голда Меир, единственная женщина, занимавшая пост премьер-министра Израиля (1969—1974)

С момента основания Государства Израиль относительно небольшое количество женщин заседало в израильском правительстве и ещё меньше женщин занимали руководящие должности в министерствах. Хотя Израиль является одной из немногих стран, где женщина — Голда Меир — занимала пост премьер-министра, он уступает большинству западных стран по представительству женщин как в парламенте, так и в правительстве.
Хотя в Декларации независимости Израиля говорится: «Государство Израиль… осуществит полное общественное и политическое равноправие всех своих граждан без различия религии, расы или пола», политические партии харедим (ШАС и Объединенный иудаизм Торы) никогда не допускали женщин в свои списки для участия в выборах в кнессет. Однако в декабре 2014 года женщины-активисты из общины харедим пригрозили бойкотировать партии харедим на предстоящих выборах, если женщины не будут включены в списки кандидатов.
На апрель 2022 года представительство женщин в парламенте Израиля составляло 30 процентов, что выше среднего показателя арабского мира (на 14 процентов) и примерно равно Конгрессу США (26 %). Тем не менее, эта цифра отстает от скандинавских стран (в среднем 44,7 %).
По состоянию на апрель 2022 года женщины составляли 30 % израильского кнессета, состоящего из 120 членов, что ставит его на 61-е место из 185 стран, в которых женщины входят в законодательные органы. Для сравнения, доля женщин в легислатурах Скандинавии составляет более 40 %, в среднем по Европе — 30,3 % (в том числе в Западной Европе — 35,2 %), а в арабском мире — 16,8 %. Представленность женщин значительно различается в зависимости от демографии: большинство женщин-политиков представляют светские партии, и очень немногие представляют религиозные еврейские или арабские партии.
В январе 1986 года израильская учительница Лия Шакдиэль получила членство в религиозном совете Йерухама, но министр по делам религий Звулун Хаммер отменил её членство на том основании, что женщины не должны служить в этом качестве. В начале 1987 года в Верховный суд Израиля была подана петиция по поводу этого инцидента. Прецедентное решение Верховного суда было единогласно принято в пользу Шакдиэль, и в 1988 году Шакдиэль стала первой женщиной в Израиле, вошедшей в религиозный совет.
В 2015 году была создана первая израильская политическая партия, посвящённая ультраортодоксальным женщинам, под названием «У-бизхутан» (Благодаря им).

## Армия

Женщины-офицеры Армии обороны Израиля в 1950 году

Израиль является одной из немногих стран в мире, где женщины обязаны проходить военную службу. Женщины принимали участие в вооружённых силах Израиля до и после основания государства в 1948 году, и в настоящее время женщины составляют примерно 18 % всей боевой мощи ЦАХАЛа, выполняя различные функции в сухопутных, военно-морских и военно-воздушных силах. Поправка 2000 года о равенстве к Закону о военной службе гласит, что «право женщин служить в любой роли в АОИ равно праву мужчин». 86 % всех должностей в АОИ открыты для женщин-кандидатов.
8 ноября 1995 года, будучи студенткой факультета воздухоплавания в Технионе в рамках академического резерва, Элис Миллер подала апелляцию в Верховный суд Израиля после того, как ей отказали в прохождении этапа отбора пилотов лётной школе ВВС Израиля. После её обращения президент Израиля Эзер Вейцман, бывший командующий ВВС, сделал сексистские замечания, высмеивающие представление о женщинах как лётчиках-истребителях: «Послушай, девчушка (maideleh), ты когда-нибудь видела, как мужчина вяжет носки? Ты когда-нибудь видела женщину-хирурга или женщину-дирижёра оркестра? Женщины не в состоянии выдержать давление, необходимое для лётчиков-истребителей.» В конце концов, в 1996 году Верховный суд Израиля постановил, что ВВС не может исключать квалифицированных женщин из обучения пилотов. Несмотря на то, что Миллер не сдала экзамены, это решение стало переломным моментом, открыв двери для женщин в Армии обороны Израиля. После подачи петиции, ранее полностью мужские воинские части начали принимать женщин, включая лётную академию израильских ВВС, курсы израильских морских офицеров, различные артиллерийские курсы, израильскую противовоздушную оборону и израильскую пограничную полицию. Поправка о равенстве к закону о военной службе, принятая в январе 2000 года, дополнила постановление Верховного суда, поскольку в нём было определено право женщин-военнослужащих добровольно заниматься боевыми профессиями. В этом законе говорилось, что «Право женщин служить в любой роли в АОИ равно праву мужчин». Поправка, разработанная женщинами-законодателями, предоставила равные возможности женщинам, признанным физически и лично подходящими для работы. Вопрос о том, кто и что является «подходящим», оставлялся на усмотрение военачальников в каждом конкретном случае. 

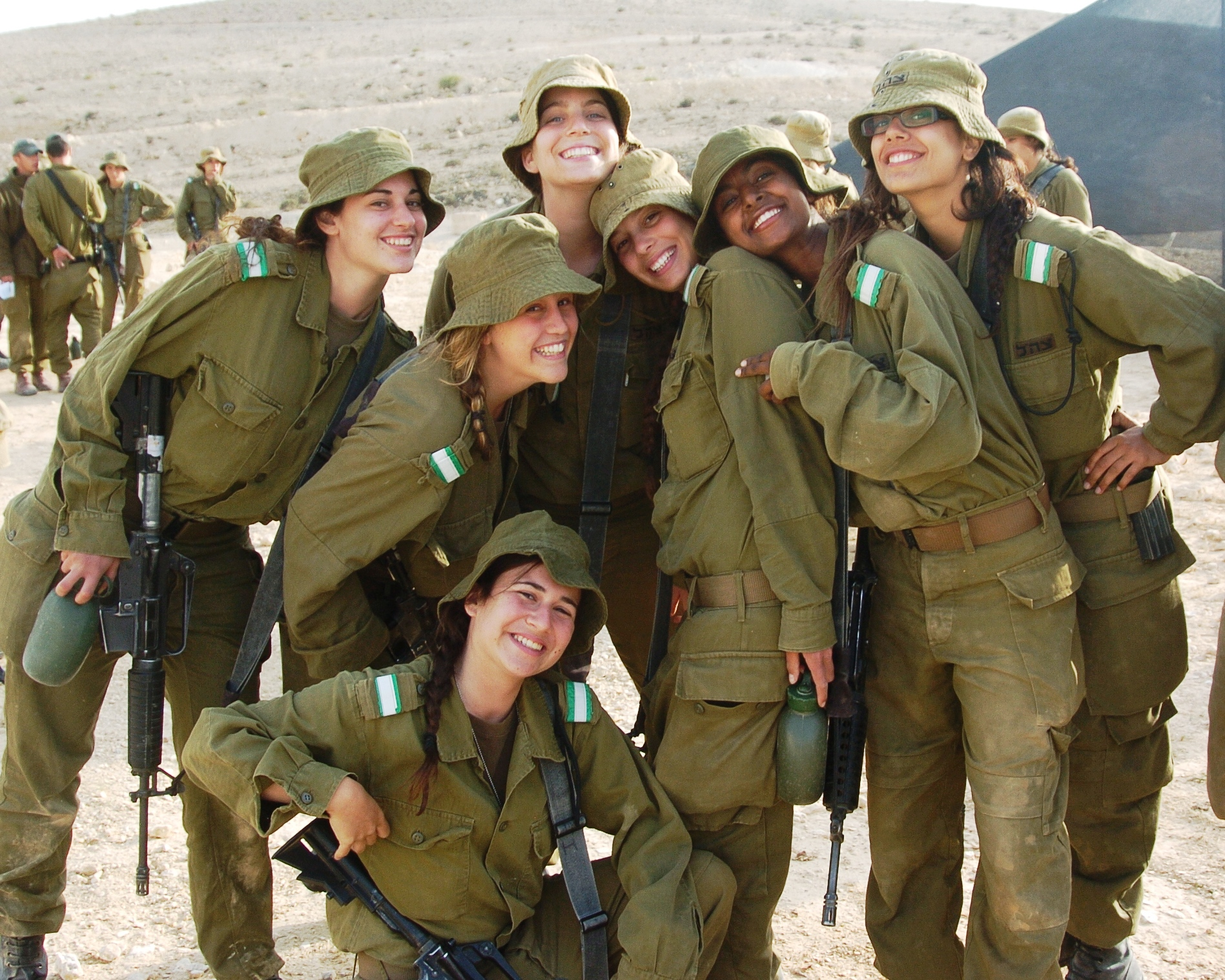
Израильские женщины-военнослужащие

Женщины стали применять для боевой поддержки и лёгких боевых ролей в артиллерийских корпусах, пехотных частях и танковых дивизиях. Был сформирован батальон Каракаль, который позволял мужчинам и женщинам вместе служить в лёгкой пехоте. Многие женщины присоединились к пограничной полиции. Многие израильские женщины были допущены к этапу отбора пилотов в лётной академии ВВС Израиля, некоторые успешно завершили его. Первая женщина-пилот реактивного истребителя Рони Цукерман была допущена к полётам в 2001 году. К 2006 году первые женщины-пилоты и штурманы закончили курс обучения ВВС, и несколько сотен женщин поступили в боевые части, в основном на вспомогательные должности, такие как сборщики разведданных, инструкторы, социальные работники, медики и инженеры. Когда разразилась Вторая ливанская война, женщины вместе с мужчинами участвовали в полевых операциях. Бортовой инженер-вертолетчик сержант-майор резерва Керен Тендлер была первой женщиной-солдатом ЦАХАЛа, погибшей в бою. В ноябре 2007 года ВВС впервые назначили женщину заместителем командира эскадрильи.
Тем не менее, в Армии обороны Израиля все ещё есть должности, закрытые для женщин. В 2003 году Яара Штольберг подала петицию в Верховный суд Израиля против решения ЦАХАЛа не допускать женщин к службе в зенитном подразделении «Machbet». Примерно через шесть месяцев после того, как Штольберг завершила свою двухлетнюю обязательную военную службу, суд отклонил ходатайство, заявив, что оно стало «неактуальным и теоретическим».
23 июня 2011 года Орна Барбивай стала первой женщиной-генерал-майором в Армии обороны Израиля после того, как её повысили до должности командира Управления кадров. Она стала второй женщиной в Генеральном штабе.
В ответ на несколько инцидентов, когда ортодоксальные еврейские солдаты возражали против пения женщин во время военных церемоний, управление начальника штаба Армии Обороны Израиля постановило, что солдаты не могут покидать военные собрания в знак протеста против пения женщин, но могут просить освободить их от участия в культурных мероприятиях на этих основаниях. В октябре 2011 года женщин-солдат попросили покинуть официальное мероприятие, посвящённое окончанию праздника Симхат Тора, и танцевать в отдельной зоне. В ноябре 2011 года 19 генералов в отставке направили письмо министру обороны Эхуду Бараку и начальнику штаба ЦАХАЛа Бени Ганцу, в котором призвали их не уступать требованиям религиозных солдат.

## Здоровье
По состоянию на 2008 год уровень материнской смертности в стране составлял 7 случаев на 100 000 рождений, что является одним из самых низких показателей в мире. Женщинам и мужчинам был предоставлен равный доступ к диагностическим услугам и лечению заболеваний, передающихся половым путем.

## Трудовые отношения

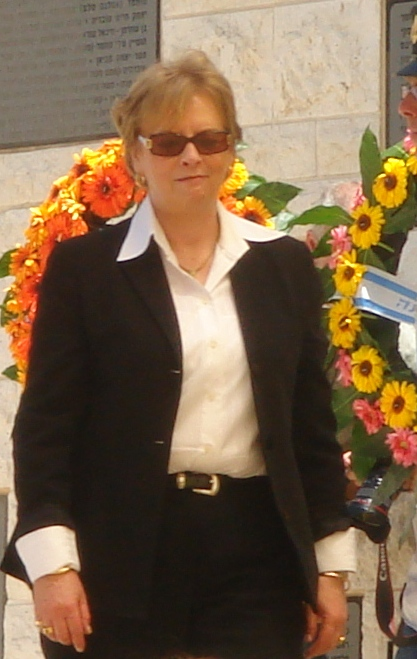
Дорит Бейниш, первая женщина, занимавшая пост председателя Верховного суда Израиля (2006—2012)

Опрос IMD, опубликованный в 2012 году, поставил Израиль на одиннадцатое место из 59 развитых стран по трудоустроенности женщин. В том же опросе Израиль занял 24-е место по доле женщин, занимающих руководящие должности. Законодательство Израиля запрещает дискриминацию по признаку пола при приёме на работу и оплате труда и предусматривает коллективные иски; тем не менее, есть жалобы на значительные различия в оплате труда мужчин и женщин. В 2016 году ОЭСР сообщила, что разрыв в доходах между мужчинами и женщинами в Израиле особенно высок по сравнению с другими странами ОЭСР. В среднем мужчины в Израиле зарабатывают на 22 процента больше, чем женщины, что ставит Израиль в четвёрку ОЭСР (после Японии, Эстонии и Южной Кореи) с самым высоким неравенством в оплате труда мужчин и женщин. Средний показатель по ОЭСР составляет 15 процентов.
Правительство приняло ряд программ по улучшению положения женщин на рабочем месте и в обществе. Управление по улучшению положения женщин при канцелярии премьер-министра предоставляет стипендии для получения высшего образования друзским, бедуинским и черкесским студенткам на севере страны. Управление проводит курсы профессиональной подготовки в арабских, друзских и черкесских местностях.
В 2013 году Малка Шапс стала первой женщиной-деканом из харедим в израильском университете, когда была назначена деканом факультета точных наук Университета имени Бар-Илана.
Также в 2013 году главный раввинат Израиля пообещал устранить препятствия, мешающие женщинам работать надзирателями в государственной системе кошерной сертификации, а журнал Emunah объявил о первом курсе сертификации супервайзеров для женщин в Израиле.
В 2016 году было объявлено, что Верховный суд дал Министерству юстиции 30 дней на разработку новых правил, позволяющих женщинам наравне с мужчинами конкурировать за должности директоров раввинатских судов.

## Женские организации
Наамат — крупнейшая израильская женская организация, основанная в 1921 году. В её состав входят 800 000 женщин (евреек, арабок, друзок и черкесок), представляющих весь спектр израильского общества. Организация имеет 100 отделений в городах и посёлках по всей стране. У него также есть родственные организации в других странах, члены которых являются частью Всемирного рабочего сионистского движения и Всемирной сионистской организации. Ассоциация кризисных центров для подвергшихся изнасилованию в Израиле является ведущей организацией по борьбе с насилием в отношении женщин.
Международная женская сионистская организация (ВИЦО) — это волонтёрская организация, занимающаяся социальным обеспечением во всех слоях израильского общества, улучшением положения женщин и еврейским образованием в Израиле и диаспоре. ВИЦО была основана в Англии 7 июля 1920 года, а затем открыла филиалы по всей Европе и Америке, а также создала детские клиники и центры распределения одежды в Подмандатной Палестине, многие из которых действуют до сих пор. ВИЦО открыла первый в стране детский сад в Тель-Авиве в 1926 году. После создания Государства Израиль штаб-квартира организации переехала из Лондона в Израиль.
Эмуна — женская религиозно-националистическая организация, основанная в 1918 году, продвигает религиозное сионистско-националистическое образование для девочек и женщин, управляет детскими садами, религиозными школами, семейными консультационными центрами и многим другим, одновременно продвигая равенство женщин в религиозной и социальной среде.
В 2008 году WIZO, Наамат и Эмуна получили Премию Израиля за свои жизненные достижения и особый вклад в результате государственной и общественной деятельности.
Израильская женская сеть (IWN) — феминистская беспартийная организация гражданского общества, работающая над улучшением положения женщин в Израиле путём продвижения равенства с помощью ряда проектов и методов.

## Знаменитые израильтянки

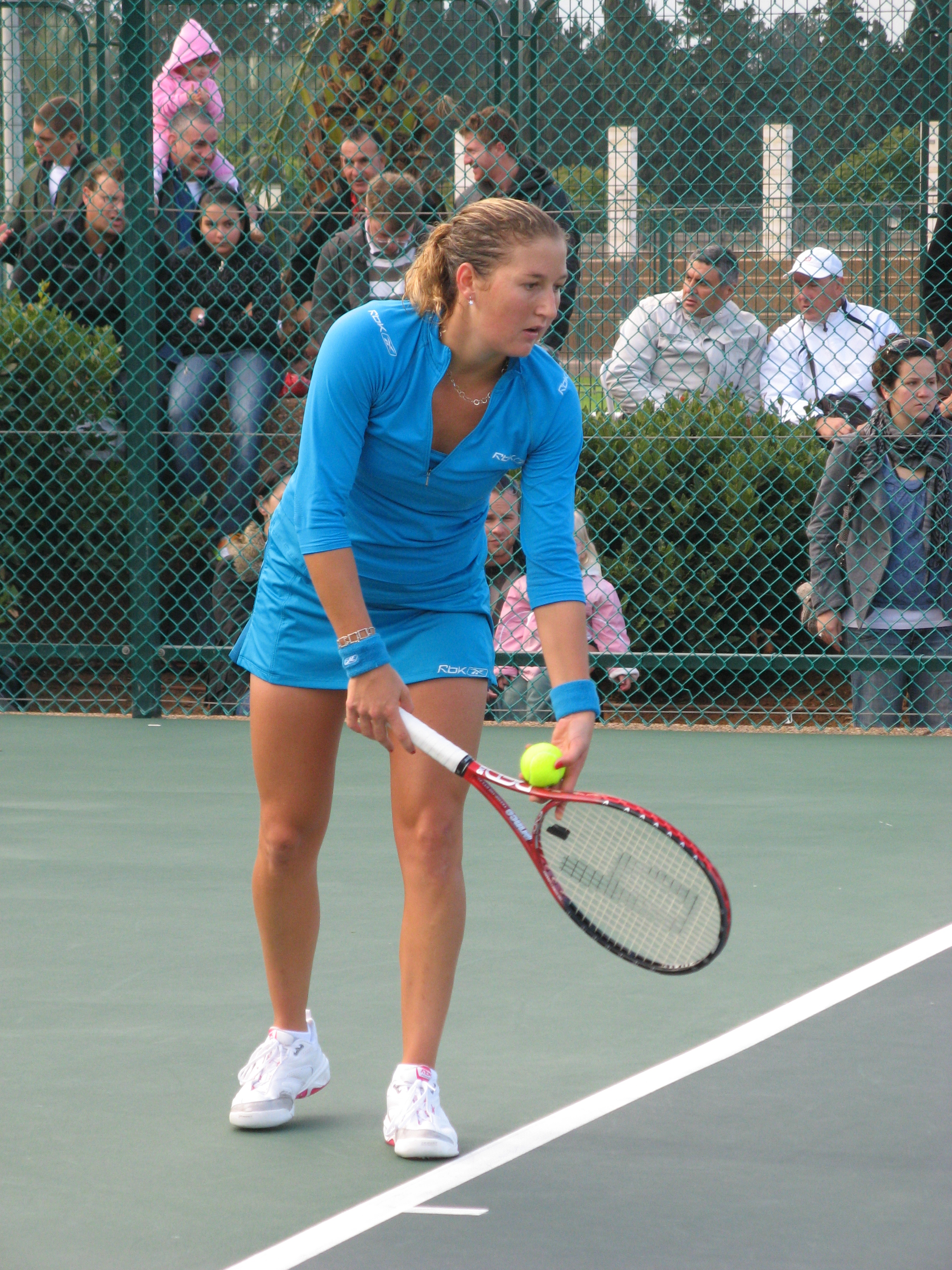
Шахар Пеер, израильская профессиональная теннисистка с самым высоким рейтингом среди израильских теннисисток в одиночном разряде, 11-й ракеткой мира.
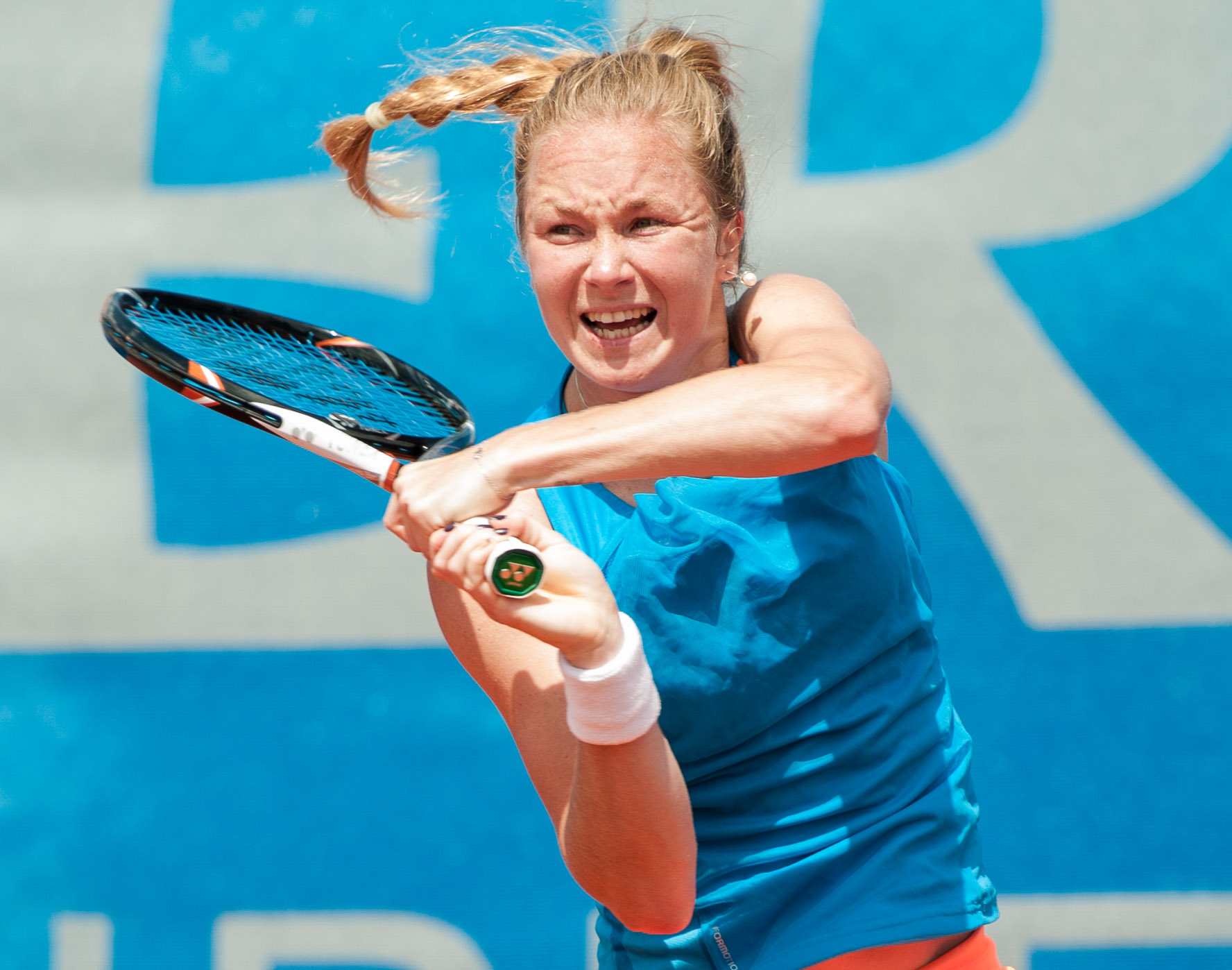
Юлия Глушко, трёхкратная чемпионка Израиля по теннису.
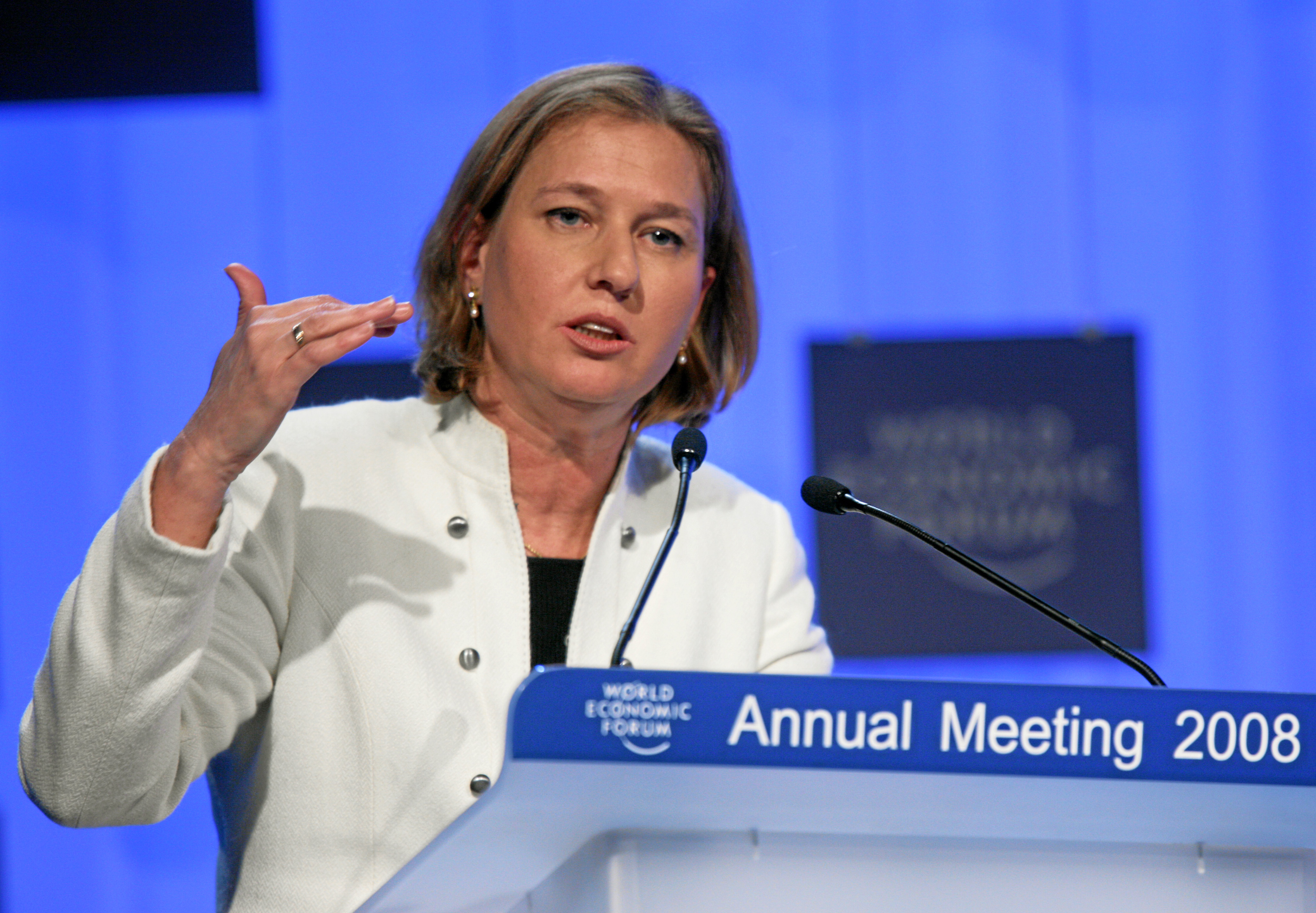
Ципи Ливни, бывший министр иностранных дел Израиля, лидер оппозиции, лидер «Кадимы» и основатель «Ха-Тнуа».
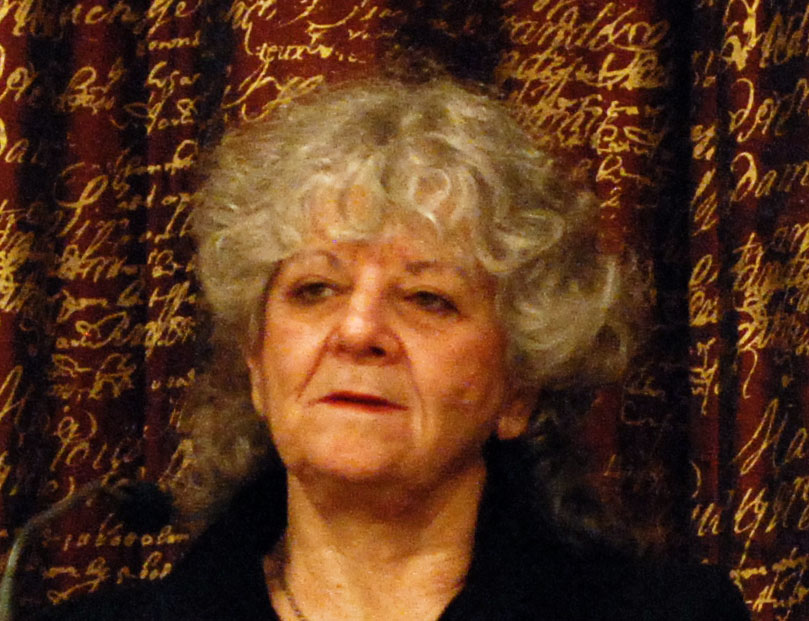
Ада Йонат, кристаллограф и первая израильтянка, получившая Нобелевскую премию, за работу над структурой рибосомы.